# Jaksice (gmina)
Miechów (Królestwo Polskie), Miechów-Jaksice (II RP), Jaksice (PRL) – dawna gmina wiejska istniejąca do 1954 roku w woj. kieleckim i woj. krakowskim. Siedzibą władz gminy były Jaksice. 
W okresie międzywojennym gmina Miechów-Jaksice należała do powiatu miechowskiego w woj. kieleckim. 1 kwietnia 1929 roku do gminy przyłączono część obszaru gminy Rzerzuśnia. 1 kwietnia 1930 roku część obszaru gminy Miechów-Jaksice weszła w skład nowej gminy Chodów. Po wojnie gmina przez bardzo krótki czas zachowała przynależność administracyjną, lecz już 1 kwietnia 1945 roku została wraz z całym powiatem miechowskim przyłączona do woj. krakowskiego.
Według stanu z dnia 1 lipca 1952 roku gmina składała się z 14 gromad: Biskupice, Celiny Przesławickie, Jaksice, Komorów, Orłów, Parkoszowice, Pojałowice, Poradów, Przesławice, Sławice, Smroków, Szczepanowice, Wymysłów i Zarogów. Jednostka została zniesiona 29 września 1954 roku wraz z reformą wprowadzającą gromady w miejsce gmin. Po reaktywowaniu gmin z dniem 1 stycznia 1973 roku gminy Jaksice nie przywrócono, a jej dawny obszar wszedł głównie w skład nowej gminy Miechów w tymże powiecie.